# Sydney Bristow
Sydney Anne Bristow è un personaggio immaginario, protagonista della serie televisiva Alias. È interpretata da Jennifer Garner.
L'ideatore della serie J. J. Abrams ha dichiarato che, tra tutti i personaggi da lui creati nei suoi show televisivi, quello di Sydney Bristow è ancora, a distanza di anni, il suo preferito, in quanto «era coraggiosa e letale come l'inferno ma allo stesso tempo fragile e romantica come la ragazza della porta accanto, terrorizzata in ogni situazione, tutt'altro che una supereroina, ma sempre in grado di fare la cosa giusta».

## Descrizione
Ha frequentato l'UCLA, conseguendo un Master in letteratura inglese nel febbraio 2003.
Sydney ha un fisico forte ed atletico e riesce a resistere alle numerose avversità che le si sono presentate, tra cui la morte del suo fidanzato, della sua migliore amica, la scoperta che la madre era una spia del KGB, e non ultimi il tradimento e i sotterfugi di amici e persone care. Probabilmente apparteneva al Progetto Natale sotto la supervisione del padre Jack. È lievemente miope, difatti ogni tanto porta gli occhiali anche se la maggior parte delle volte indossa delle lenti a contatto. Ha una memoria fotografica.
È abile nel combattimento (in particolare nello stile Krav Maga), ed è poliglotta, parlando fluentemente le più svariate lingue internazionali.

## Biografia
Sydney è una ragazza molto forte caratterialmente, un po' testarda, che non si fa mettere i piedi in testa da nessuno, ma è allo stesso tempo molto dolce. È molto felice del suo lavoro, ma fa fatica a conciliarlo con la sua vita privata. Non ha un buon rapporto col padre Jack, ed in pratica la sua famiglia sono gli amici Will e Francie. Arvin Sloane, suo capo e mentore, la protegge come una figlia. Dopo la scoperta della vera natura dell'SD-6, prova di riallacciare i legami con suo padre (anche lui un agente doppiogiochista) e con la madre Irina (creduta morta per anni).

### Prima stagione
Da sette anni Sydney lavora a sua insaputa per la cellula terroristica segreta SD-6, credendo in realtà di essere al servizio della CIA. Quando il suo fidanzato le chiede di sposarlo, Sydney gli confessa di essere della CIA. Dopo una missione a Taipei, scopre che Danny è stato ucciso dai suoi capi, e che sta in realtà lavorando per il nemico che credeva di combattere. Con suo padre Jack inizia quindi la carriera di doppiogiochista all'interno dell'SD-6: comincia così a lavorare sotto copertura, indagando sulle profezie di Milo Rambaldi. In breve instaura un rapporto amichevole col suo supervisore Michael Vaughn. Sydney scopre inoltre che sua madre Irina, scomparsa quando Syd era una bambina, era in realtà un agente del KGB, responsabile tra l'altro della morte del padre di Vaughn.

### Seconda stagione
Sydney viene a conoscenza del fatto che la madre Irina si è da poco consegnata alla CIA. Con le sue informazioni, la donna inizia così ad aiutare la figlia a sconfiggere l'Alleanza dei Dodici, ma quando essa cessa di esistere si unisce ad Arvin Sloane, mandando la killer Allison Doren (duplicato di Francie, miglior amica di Syd e Will) ad ucciderli. I due amici capiscono chi è davvero Allison, e dopo un duro scontro finale, Sydney uccide la donna prima di perdere i sensi. La ragazza si risveglia ad Hong Kong dopo quasi due anni, senza ricordare nulla del tempo trascorso, e scoprendo che il suo fidanzato Vaughn – credendola morta – si è sposato con un'altra donna.

### Terza stagione
Dopo essersi risvegliata ad Hong Kong e una volta scoperto di aver perso due anni di cui non ricorda niente, Sydney deve convivere con i tanti cambiamenti nella sua vita: l'uomo che ama è sposato con un'altra donna, Lauren Reed, la quale è anche sua collega alla CIA; il padre Jack Bristow si trova in prigione; Arvin Sloane, l'uomo che detesta più di tutti, ha ottenuto l'amnistia per i suoi crimini ed è ora a capo di un'associazione benefica. Sydney è sconvolta, ma trova ben presto la forza di reagire: si mette in azione per far uscire Jack dal carcere e decide di affrontare Vaughn, comunicandogli tutta la sua rabbia per averla tradita e non aver aspettato. Lauren intanto vede subito Sydney come una rivale, avendo compreso il profondo legame che la unisce al marito. Sydney cerca di recuperare la memoria sui due anni passati e scopre di essere stata rapita dalla Convenzione, una pericolosa organizzazione criminale che voleva farla diventare qualcun altro per uccidere; Sydney tuttavia era riuscita a fuggire, ma un alto esponente della CIA l'aveva rintracciata, chiedendole di tornare nell'organizzazione come infiltrata; Sydney allora aveva chiesto di incontrare Vaughn per dirgli la verità, scoprendo però che lui si vedeva ormai con un'altra donna; da quel momento Sydney si era infiltrata nella Convenzione divenendo Julia Thorne. Con il passare del tempo, Vaughn si rende conto di essere infelice al fianco di Lauren e vorrebbe chiedere il divorzio, alimentando le speranze di Sydney. Ben presto Vaughn e Sydney scoprono che Lauren è un agente della Convenzione che fa il doppio gioco. Sydney nel frattempo viene a sapere di avere una sorella, frutto di una relazione extraconiugale tra la madre Irina e Sloane.